# 细齿紫麻
细齿紫麻（学名：Oreocnide serrulata）为荨麻科紫麻属下的一个种。

## 扩展阅读
- 維基物種上的相關：细齿紫麻